# Woławel (gmina)
Woławel (alt. Wołowiel, Wołowce) – dawna gmina wiejska istniejąca do 1939 roku w woj. poleskim (obecnie na Białorusi), z krótką przerwą między kwietniem a październikiem 1928. Siedzibą władz gminy był Woławel (574 mieszk. w 1921 roku).
Początkowo gmina należała do powiatu kobryńskiego. 12 grudnia 1920 r. została przyłączona do nowo utworzonego powiatu drohickiego pod Zarządem Terenów Przyfrontowych i Etapowych. 19 lutego 1921 r. wraz z całym powiatem weszła w skład nowo utworzonego województwa poleskiego. 1 stycznia 1926 roku część obszaru gminy Wołowiel przyłączono do gminy Braszewicze.
Gminę zniesiono 18 kwietnia 1928 roku, a jej obszar włączono do gminy Braszewicze, lecz już 19 października 1928 gminę reaktywowano w dawnych granicach.
Po wojnie obszar gminy Woławel wszedł w struktury administracyjne Związku Radzieckiego.